# غونتر فالراف
غونتر فالراف هو كاتب وصحفي ألماني ولد في 1 أكتوبر 1942.